# King Abdullah Sport City Hall
King Abdullah Sport City Hall ist eine Mehrzweckhalle in der von 2012 bis 2014 gebauten King Abdullah Sports City, etwa 25 Kilometer im Norden der saudi-arabischen Millionenstadt Dschidda gelegen. Mit einer Kapazität von 10.000 Sitzplätzen ist sie die Größte des Landes.